# Heterandrium longipes
Heterandrium longipes är en stekelart som beskrevs av Mayr 1885. Heterandrium longipes ingår i släktet Heterandrium och familjen fikonsteklar. Inga underarter finns listade i Catalogue of Life.